# Bernd Santl
Bernd Santl (* 8. Januar 1970 in Wolfratshausen) ist ein deutscher Fußballspieler.

## Karriere
Über den FC Wacker München (1987–1990) und den FC Starnberg (1990–1991) kam Bernd Santl 1991 zur SpVgg Unterhaching, wo er 1992 seine ersten Profispiele in der 2. Bundesliga absolvierte. Von 1994 bis 1996 spielte er für den TSV Vestenbergsgreuth.
Er stand zu Beginn der Saison 1996/97 im Zweitligakader des 1. FC Kaiserslautern, bestritt aber kein Spiel für die Pfälzer und wechselte schon im September ligaintern zu den Stuttgarter Kickers, wo er bis 1999 blieb. Danach wechselte er in die Regionalliga zum FC Sachsen Leipzig und ein Jahr später wieder zum FC Starnberg.
Ab 2001 war Santl Spielertrainer bei verschiedenen unterklassigen Vereinen. In der Saison 2009/10 war er Spielertrainer beim VfL Visselhövede. Im April 2012 trat er das Amt des Sportlichen Leiters beim Rotenburger SV an. Nachdem er im Jahr 2014 als Interimstrainer beim VfL Visselhövede ausgeholfen hatte, leitete er seit 2016 das Trainer der zweiten Mannschaft des Rotenburger SV.